# Грешем (Небраска)
Грешем (англ. Gresham) — селище (англ. village) в США, в окрузі Йорк штату Небраска. Населення — 219 осіб (2020).

## Географія
Грешем розташований за координатами 41°1′42″ пн. ш. 97°24′4″ зх. д. / 41.02833° пн. ш. 97.40111° зх. д. (41.028422, -97.401077).  За даними Бюро перепису населення США в 2010 році селище мало площу 0,70 км², уся площа — суходіл.

## Демографія
Згідно з переписом 2010 року, у селищі мешкали 223 особи в 94 домогосподарствах у складі 59 родин. Густота населення становила 320 осіб/км².  Було 125 помешкань (179/км²).
Расовий склад населення:
| - 97,8 % — білих - 0,4 % — корінних американців - 0,4 % — чорних або афроамериканців |

До двох чи більше рас належало 1,3 %. Частка іспаномовних становила 0,0 % від усіх жителів.
За віковим діапазоном населення розподілялося таким чином: 28,3 % — особи молодші 18 років, 56,9 % — особи у віці 18—64 років, 14,8 % — особи у віці 65 років та старші. Медіана віку мешканця становила 41,5 року. На 100 осіб жіночої статі у селищі припадало 108,4 чоловіків;  на 100 жінок у віці від 18 років та старших — 105,1 чоловіків також старших 18 років.
Середній дохід на одне домашнє господарство  становив 50 116 доларів США (медіана — 46 964), а середній дохід на одну сім'ю — 55 327 доларів (медіана — 48 214). Медіана доходів становила 34 375 доларів для чоловіків та 23 203 долари для жінок. За межею бідності перебувало 20,5 % осіб, у тому числі 31,2 % дітей у віці до 18 років та 31,7 % осіб у віці 65 років та старших.
Цивільне працевлаштоване населення становило 142 особи. Основні галузі зайнятості: транспорт — 19,7 %, мистецтво, розваги та відпочинок — 18,3 %, роздрібна торгівля — 10,6 %, виробництво — 10,6 %.